# Ebba Tirpitz
Schwester Ebba Tirpitz CPS, bürgerlich Maria Tirpitz, (* 8. Oktober 1890 in Holzkirchen; † 24. März 1972) war Generaloberin der Mariannhiller Missionsschwestern.

## Leben
Als Maria Tirpitz geboren, eine von vier Töchtern von Anton Tirpitz, dem Förster im Kloster Holzkirchen, wuchs sie in Unterleinach auf. Ihre Schwester Elisabeth (Ordensname: Felizitas) und sie traten in den Orden der Missionsschwestern vom Kostbaren Blut ein. Zuvor hatte Maria als Hausangestellte gearbeitet.
Beim dritten Generalkapitel Ende 1931 in Neuenbeken wurde Mutter Ebba Tirpitz zur Generaloberin gewählt. Beim vierten Generalkapitel 1947 wurde sie für weitere zwölf Jahre bestätigt.